# Jozef Gregor Tajovský

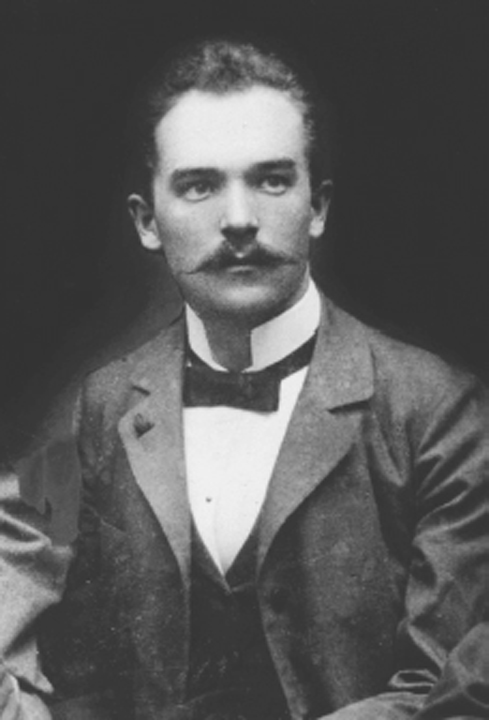
Jozef Gregor Tajovský

Jozef Gregor Tajovský, eigentlich Jozef Gregor (* 14. Oktober 1874 in Tajov (ungarisch Tajova, Tajowa, Tajó, deutsch Teibau, Teiba), Bz.Neusohl, Komitat Sohl, Österreich-Ungarn (heute Slowakei); † 20. Mai 1940 in Bratislava) war ein slowakischer realistischer Schriftsteller, Dramatiker, Publizist, Lehrer und Politiker.

## Leben

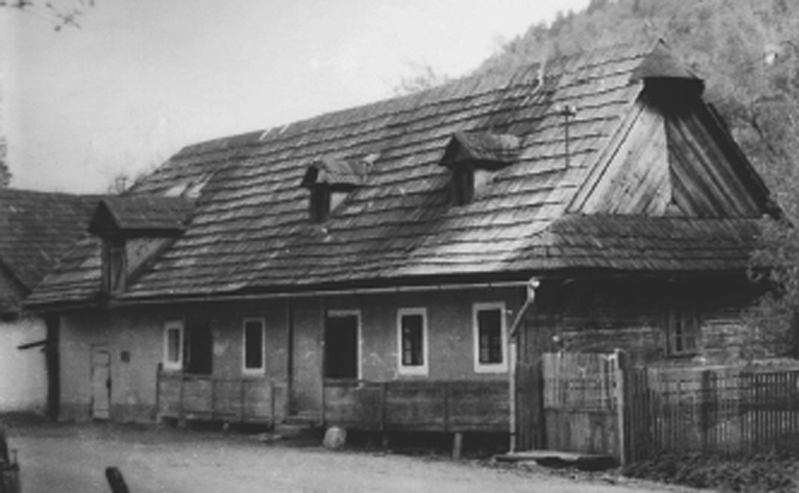
Das Geburtshaus von Jozef Gregor Tajovský in Tajov, 1920er Jahre

Tajovský wurde in einer mehrköpfigen Familie eines Schusters geboren, verbrachte aber den größeren Teil seiner Kindheit bei seinen Großeltern. Von 1886 bis 1889 besuchte er eine Schule in der nahegelegenen Stadt Banská Bystrica, dann setzte er seine Studien 1889–93 auf einer Lehrerbildungsanstalt in Kláštor pod Znievom fort. Dort begann er, seine erste literarische Werke zu verfassen.
Nach dem Abschluss begann er, als Lehrer zu arbeiten und war anfangs in Banská Bystrica, wechselte bis 1898 seine Werkstätte nach Horná Lehota, Kolárovice, Dohňany, Lopej, Pohorelá und Podlavice. Grund dafür war seine nationale Überzeugung, gegenüber der damals aktuellen Magyarisierungspolitik der ungarischen Staats- und Kirchenhoheit. Daher hörte er auf zu unterrichten und studierte 1898–1900 an einer Wirtschaftsakademie in Prag. Danach wurde er Beamter der Vidiecka ľudová banka (etwa: Ländliche Volksbank) und Tatra banka und war zugleich auch Redakteur für die Ľudové noviny (Volkszeitung). Er heiratete 1907 in Nădlac (damals ungarisch Nagylak) Hana Lilgová (* 1885; † 1958), die als Hana Gregorová in der Literatur tätig war. 1912 wurde er zum stellvertretenden Vorsitzenden der Slowakischen Nationalpartei gewählt und war nach dem Ausbruch des Ersten Weltkrieges für kurze Zeit Redakteur der Zeitung Národný hlásnik. 1915 musste er als Soldat an der Ostfront dienen, desertierte jedoch aus der k.u.k. Armee. Er kämpfte mit tschechoslowakischen Soldaten und trat 1917 in Russland in die Tschechoslowakischen Legionen bei, wo er den Rang eines Hauptmanns erreichte.
Nach dem Ersten Weltkrieg kehrte er 1919 über die Vereinigten Staaten in die neu entstandene Tschechoslowakei zurück, wo er sich zuerst in Turč. Sv. Martin, später in Bratislava niederließ und als Vorstehender eines Legionärbüros tätig war. 1925 wurde er als Oberstleutnant der Tschechoslowakischen Armee pensioniert und widmete sich danach völlig der Literatur. Zusammen mit seiner Ehefrau förderte er junge slowakische Autoren.
Tajovský starb 1940 in Bratislava und wurde in seinem Heimatort Tajov begraben.

## Werk

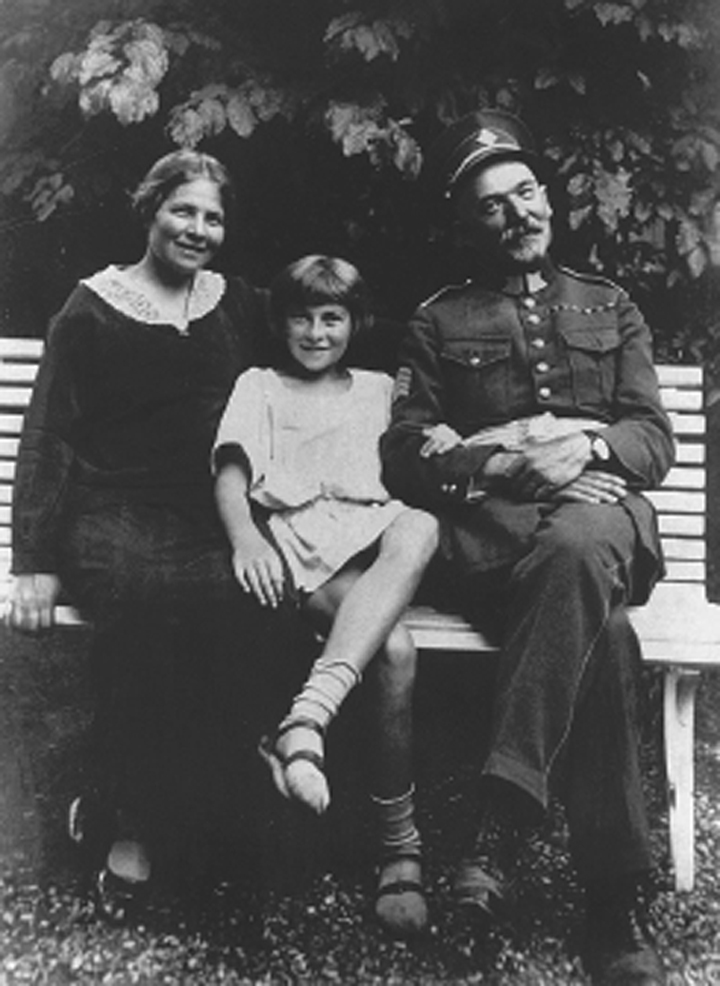
V. l. n. r.: Ehefrau Hana Gregorová, Tochter Dagmar (* 1916; † 2004) und Jozef Gregor Tajovský, 1922

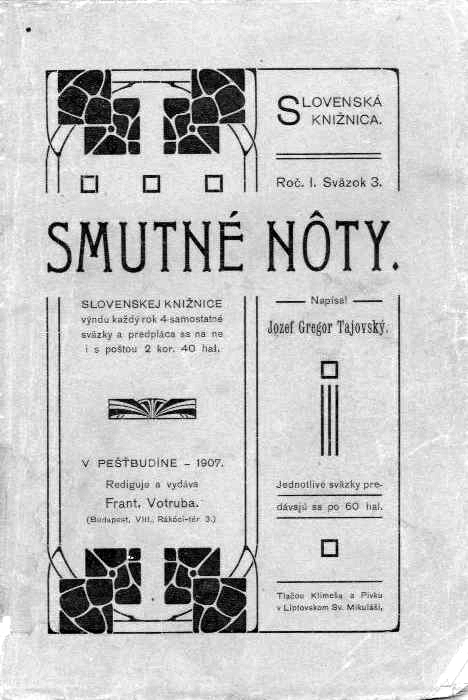
Bucheinband von Smutné nôty

Jozef Gregor Tajovský gilt als ein Vertreter des slowakischen Realismus. In seinen Werken werden das Schicksal und Leben des slowakischen Volks, seiner Probleme, aber auch Moralität. Oft ist auch die Gegend seines Heimatgebiets dargestellt, mit einem Betonung auf soziale und aktuelle politische und gesellschaftliche Themen. Neben heftiger Kritik der Verhältnisse benutzt er oft auch Humor.
Er schrieb am meisten Geschichten und Drama, seltener Novellen, Feuilleton, daneben auch einige politische Artikel. Es gibt auch eine Reihe Übersetzungen russischer Literatur (A. P. Tschechow, L. N. Tolstoi)
Prosa
- 1893 – Na mylných cestách (Auf irreführenden Wegen), prosaisches Debüt
- 1896 – Čarodejné drevo (Wunderholz)
- 1896 – Starého otca rozpomienky (Erinnerungen des Großvaters)
- 1896 / 1900 – Rozprávky pre ľud (Volksmärchen)
- 1897 – Ferko
- 1897 – Rozpomienka (Erinnerung)
- 1897 – Omrvinky (Krümel)
- 1897 – Z dediny (Aus dem Dorf)
- 1898 – Jastraby (Habichte)
- 1900 – Rozprávky (Märchen)
- 1901 – Úžerník a iné články (Wucherer und andere Artikel)
- 1902 – Mládenci (Jungen)
- 1903 – Maco Mlieč (Mlieč der Petz)
- 1903 – Apoliena
- 1904 – Nové časy (Neue Zeiten)
- 1904 – Besednice (Feuilleton)
- 1907 – Smutné nôty
- 1908 – Mamka Pôstková
- 1909 – Horký chlieb (Bitteres Brot)
- 1909 – Na chlieb (Aufs Brot)
- 1909 – Mišo
- 1910 – Umrel Tomášik (Tomášik ist gestorben)
- 1910 – Lacná kúpa a predsa draho padla! (Billiger und doch teuer gekommener Kauf!)
- 1910 – Spod kosy (Von der Sense)
- 1911 – Tŕpky
- 1911 – Jano Mráz
- 1911 – Kosec Môcik (Schnitter Môcik)
- 1912 – Slovenské obrázky (Slowakische Bilder)
- 1918 – Malý slovenský zemepis (Kleine slowakische Erdkunde)
- 1919 – Prvý máj (Erster Mai)
- 1919 – Rozprávky z Ruska (Geschichten aus Russland)
- 1920 – Na front a iné rozprávky (Auf den Front und andere Geschichten)
- 1920 – Rozprávky o československých légiách v Rusku (Geschichten über die Tschechoslowakischen Legionen in Russland)

Drama
- 1896 – Anička, Theaterstück (nicht herausgegeben)
- 1898 – Sľuby (Versprechen), Theaterstück
- 1898 – Konačka, Theaterstück (nicht herausgegeben)
- 1898 – Jej budúci (Ihr Nächster), Theaterstück (nicht herausgegeben)
- 1899 – Námluvy, Theaterstück (nicht herausgegeben)
- 1900 – Ženský zákon (Weibliches Gesetz), Theaterstück
- 1901 – Nový život (Neues Leben), Drama
- 1903 – Medveď (Bär), Drama
- 1906 – Matka (Mutter)
- 1909 – Statky-zmätky (Güter-Durcheinander), Theaterstück
- 1911 – V službe (Im Dienste), Theaterstück
- 1911 – Hriech (Sund), Drama
- 1912 – Tma (Dunkelheit) ursprünglich Medzník, 1907
- 1915 – Tragik z prinútenia (Ein Tragiker aus Gezwungenheit), Drama
- 1915 – Jubileum (Jubiläum), Drama
- 1922 – Sova Zuza (Eule Zuza), Puppenspiel
- 1923 – Smrť Ďurka Langsfelda (Tod von Ďurko Langsfeld), historisches Theaterstück
- 1930 – Jej prvý román (Ihr erster Roman), Komödie
- 1934 – Blúznivci (Träumer), historisches Theaterstück
- 1934 / 1935 – Sokolská rodina (Falken-Familie), Komödie (nicht aufgeführt)
- 1938 – Hrdina (Held), historisches Theaterstück

Publizistik
- 1914 – Výklad programu Slovenskej národnej strany (Erklärung des Programms der Slowakischen Nationalpartei)
- 1917 / 1918 – Vojna a mier (Krieg und Frieden)
- 1918 – Malý kultúrny zemepis Slovenska 1-2 (Kleine Kulturerdkunde der Slowakei, Teile 1 und 2)
- 1919 – O samospráve Slovenska (Über die Selbstverwaltung der Slowakei)
- 1919 – Malý kultúrny zemepis východného Slovenska (Kleine Kulturerdkunde der Ostslowakei)

## Würdigung
Nach Jozef Gregor Tajovský ist ein Theater in Zvolen, einige Bildungseinrichtungen in der Slowakei und Rumänien (Nădlac), sowie Straßen in mehreren slowakischen Städten genannt. Im Heimatort Tajov ist dem Schriftsteller ein Denkhaus gewidmet.